# Maria Åhlund
Maria Åhlund, född 19 augusti 1986, är en fotbollsspelare från Sverige (försvarare) som spelat i Kristianstads DFF säsongen 2008 och Piteå IF säsongerna 2009 och 2010. 2011 lånades hon ut till Sunnanå SK som då spelade i Norrettan.